# Ong Seong-wu
Ong Seong-wu (hangul: 옹성우, nascido em 25 de agosto de 1995) é um cantor, dançarino e ator sul-coreano. Conhecido por sua participação em 2017 no reality show de sobrevivência Produce 101 Season 2 transmitido pela Mnet, onde terminou em quinto lugar, tornando-se um membro do boy group Wanna One até janeiro de 2019. Após a separação do Wanna One, Ong fez sua estreia como ator em At Eighteen (2019). Ele também estabeleceu sua carreira como artista solo com o lançamento de seu primeiro EP, "Layers", em 25 de março de 2020.

## Infância e educação
Ong Seong-wu nasceu em Incheon, na Coreia do Sul. Estudou na Hanlim Multi Art School no departamento de dança prática, graduando-se em 2014. Posteriormente, em 2016, se formou no departamento de artes cênicas da Dong Seoul University.
Ong foi incentivado por sua mãe a pegar um instrumento musical e começou a tocar bateria depois que sua irmã começou a aprender piano. Enquanto tocava bateria em um concurso de bandas em 2008, Ong foi escolhido como trainee pela, agora falida, Lion Media. Porém, problemas internos com a empresa e seu eventual fechamento levaram ao adiamento de sua estreia, e questões contratuais o impediram de assinar com outras empresas por um período de tempo. Em agosto de 2016, assinou com sua atual empresa Fantagio por recomendação de um de seus professores universitários.

## Carreira

### Pré-estreia:Produce 101
Ong participou do reality show de sobrevivência Produce 101 (segunda temporada). Durante o reality ele chamou atenção por sua grande habilidade de dança, principalmente em popping e freestyle; sua aparência e ótimo senso de humor também foram muito evidenciados no reality, estando sempre colocado dentre o top 11. No final do programa, ele terminou em quinto lugar com 984.756 votos, garantindo-lhe um lugar como membro do boy group Wanna One.
Foi relatado que Ong havia participado de um projeto de curta metragem, Short Film Project: Beginning, antes de sua participação no Produce 101. O curta, intitulado Seong-wu Is Alright, foi lançado em 19 de junho. Além disso, ele também fez uma participação especial no drama móvel Idol Fever, que foi ao ar entre 7 de julho e 17 de julho de 2017.

### 2017–2018: Wanna One

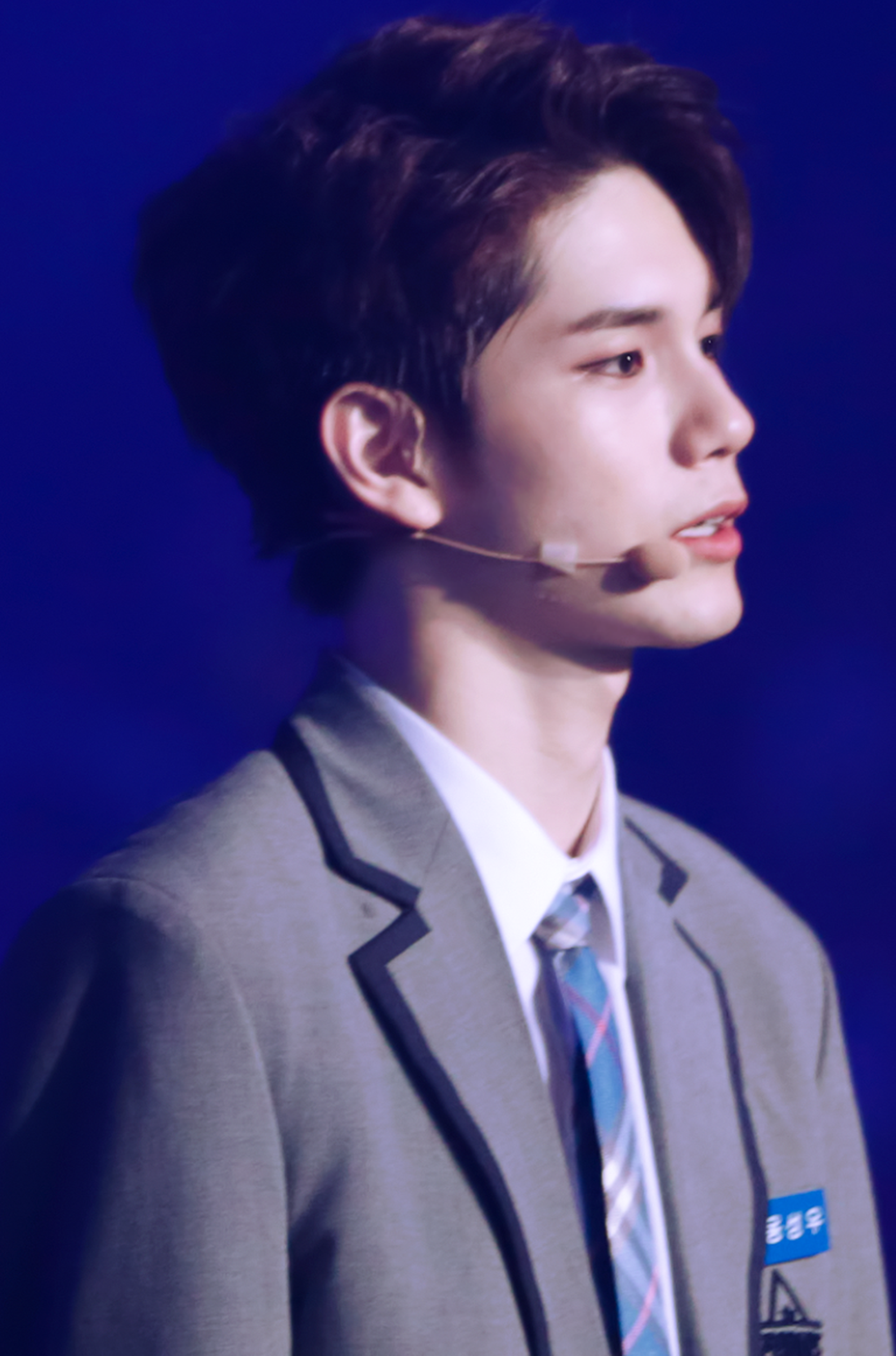
Ong em 2017

Ong estreou como membro do grupo temporário, Wanna One, em 7 de agosto de 2017. Ele passou a representar o grupo em várias aparições em programas de variedades como Happy Together, The Return of Superman e Saturday Night Live Korea. Ele também serviu como apresentador em transmissões de shows musicais para M Countdown e Inkigayo. Em 21 de setembro, foi anunciado que ele, junto com seu companheiro de grupo Kang Daniel, foi escalado para o episódio piloto do programa de variedades Master Key. Mais tarde, ele foi confirmado como um membro do elenco fixo. Sua aparição no programa atraiu reações positivas dos meios de comunicação, recebendo elogios. Em novembro, Ong apareceu no videoclipe do cantor Huh Gak para seu single digital "Only You".
Em fevereiro de 2018, Ong foi nomeado um dos principais MCs do Show! Music Core. Ele posteriormente deixou seu cargo em setembro de 2018. Ele também continuou aparecendo em vários programas de variedades. Ele apareceu em Living Together in Empty Room com Kang Daniel e Kim Jae-hwan, e também se tornou um membro do elenco do reality show Law of the Jungle Sabah, que foi ao ar de 27 de julho de 2018 a 21 de setembro de 2018.
Seu contrato com Wanna One terminou em 31 de dezembro de 2018, no entanto, ele continuou a aparecer com o grupo até seus concertos oficiais de despedida em 24 e 27 de janeiro de 2019.

### 2019–presente: Papéis como ator e atividades solo

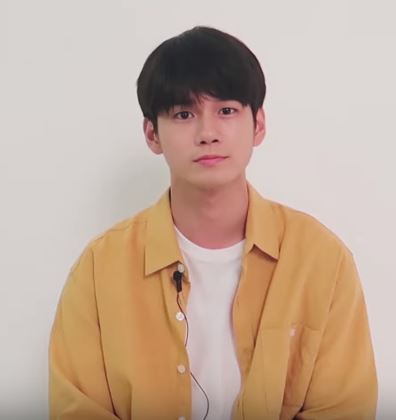
Ong em 2019

Ong embarcou em sua primeira turnê solo de fanmeeting, intitulada "Eternity", abrangendo três cidades em março e abril de 2019. Em 7 de março de 2019, Ong foi nomeado Embaixador de Relações Públicas da Secretaria de Educação da Cidade Metropolitana de Incheon, sua cidade natal.
Em 26 de maio de 2019, foi anunciado que Ong Seongwu lançaria um novo single, com a produção de Flow Blow, como parte do Pepsi K-Pop Collab Project da Pepsi e da Starship Entertainment. O single "Heart Sign" foi lançado em 11 de junho.
Seongwoo foi escolhido como o protagonista masculino do drama da JTBC, At Eighteen, ao lado de Kim Hyang-gi e Shin Seung-ho, sendo essa sua estreia com ator. O drama aborda alguns dos problemas enfrentados pelos jovens na Coreia do Sul, como o primeiro amor, as pressões da escola e as expectativas dos pais, até temas como a violência escolar e o bullying. Ong desempenhou o papel do estudante transferido Choi Jun-woo, que é falsamente acusado de violência escolar. Ele recebeu muitas críticas positivas por sua atuação emotiva, e ganhou vários prêmios pelo papel, incluindo o Prêmio de Melhor Estreante e o Prêmio de Estrela Hallyu no Korea Drama Awards, e fez com que Ong fosse indicado ao Baeksang Arts Awards de 2020 na categoria Melhor Ator Revelação – Televisão. Ong também gravou a música "Our Story" como parte da trilha sonora oficial do drama, que foi lançada em 8 de agosto de 2019.
Em janeiro de 2020, Ong iniciou sua segunda turnê solo de fanmeeting, intitulada "We Belong". O single digital "We Belong" foi lançado em 9 de janeiro. Com a inteção de ser uma música dedicada aos fãs, Ong participou tanto da escrita da letra quanto da composição, e a apresentou pela primeira vez durante sua turnê em Seul em 11 de janeiro.
Ong apareceu na segunda temporada do programa de viagens, Traveler, com os atores Ahn Jae-hong e Kang Ha-neul. O programa teve como foco as viagens do trio pela Argentina e começou a ser exibido a partir de 15 de fevereiro. Ele recebeu muita atenção por suas habilidades fotográficas no primeiro episódio.
Ong fez seu retorno como cantor com seu primeiro álbum solo, "Layers". O EP foi lançado em 25 de março junto com o single principal, "Gravity". Ong participou da composição e escrita das letras de todas as músicas do álbum, inspirando-se em suas emoções e histórias do ano passado.
Ele também fez várias aparições em programas de variedades, incluindo Omniscient Interfering View, bem como Master in the House, Radio Star, e Running Man. Ele também participou de You Hee-yeol's Sketchbook, apresentando seu novo single e exibindo suas habilidades de bateria no formato de música ao vivo do programa.
Ong colaborou com a cantora Baek Ji-young em um dueto para "Didn’t Say Anything". A balada foi lançada em 12 de maio.
Ong começou a estrelar como protagonista masculino no drama da JTBC, More Than Friends, ao lado de Shin Ye-eun e Kim Dong-jun, interpretando o fotógrafo Lee Soo. O drama estreou em 25 de setembro. A música "Late Regret" foi gravada e lançada por Ong como parte da trilha sonora do drama.
Além disso, Ong também faz sua estreia cinematográfica com o filme musical, Life is Beautiful, estrelado por Ryu Seung-ryong e Yum Jung-ah. O filme chegou aos cinemas no segundo semestre de 2022. Ong também estrelará o filme Jung's Ranch com Ryu Seung-ryong e Park Hae-joon. Sua segunda colaboração com Ryu.
Em 2021, Ong foi confirmado para aparecer no drama Shall We Have A Cup of Coffee?, indo ao ar no KakaoTV. Ele também está confirmado para se juntar ao filme da Netflix, Seoul Vibe, que deve ir ao ar em 2022. Ong apareceu ao lado do dançarino Noze no videoclipe de Lee Seung-hwan e Sunwoo Jung-a para a música "How could you", lançado em 18 de novembro de 2021.
Em 2022, Ong anunciou que o fanmeeting "RE:MEET" será realizado pela segunda vez em março de 2022, feito de forma tanto offline como online.

## Discografia

### Extended plays
| Título | Detalhes | Melhor posição nas paradas | Vendas        |
| Título | Detalhes | KOR                        | Vendas        |
| ------ | --- | -------------------------- | ------------- |
| Layers | - Lançamento: 25 de março de 2020 - Gravadora: Fantagio Music - Formatos: CD, download digital, streaming Lista de faixas 1. Gravity 2. Café (너를 위한 카페) 3. After Dark (또, 다시 나를 마주한 채) 4. Bye Bye 5. Guess Who 6. We Belong | 3                          | - KOR: 70,106 |

### Singles

#### Como artista principal
| Título                                                                                    | Ano  | Melhor posição nas paradas | Álbum  |
| Título                                                                                    | Ano  | KOR                        | Álbum  |
| ----------------------------------------------------------------------------------------- | ---- | -------------------------- | ------ |
| "We Belong"                                                                               | 2020 | —                          | Layers |
| "Gravity"                                                                                 | 2020 | 107                        | Layers |
| "—" indica lançamentos que não entraram nas paradas ou não foram lançados naquela região. |      |                            |        |

#### Outros lançamentos
| Título                                                                                    | Ano         | Melhor posição nas paradas | Álbum                 |
| Título                                                                                    | Ano         | KOR                        | Álbum                 |
| Promocional                                                                               | Promocional | Promocional                | Promocional           |
| ----------------------------------------------------------------------------------------- | ----------- | -------------------------- | --------------------- |
| "Heart Sign"                                                                              | 2019        | 186                        | Single sem álbum      |
| Participações em trilhas sonoras                                                          |             |                            |                       |
| "Our Story" (우리가 만난 이야기)                                                          | 2019        | 195                        | At Eighteen OST       |
| "Late Regret" (왜 몰랐었을까)                                                             | 2020        | —                          | More Than Friends OST |
| Colaborações                                                                              |             |                            |                       |
| "Didn't Say Anything" (아무런 말들도) (com Baek Ji-young)                                 | 2020        | 81                         | Single sem álbum      |
| "—" indica lançamentos que não entraram nas paradas ou não foram lançados naquela região. |             |                            |                       |

## Filmografia

### Filme
| Ano  | Título             | Papel                 | Notas                                   | Ref.          |
| ---- | ------------------ | --------------------- | --------------------------------------- | ------------- |
| 2017 | Seongwu is Alright | Seong-wu              | Curta-metragem                          | [ 9 ]         |
| 2022 | Seoul Vibe         | Jun-gi                | Filme Original da Netflix               | [ 53 ] [ 62 ] |
| 2022 | Life Is Beautiful  | Jung-woo              |                                         | [ 63 ]        |
| 2022 | 20th Century Girl  | Poong Jun-ho / Joseph | Participação especial; Filme da Netflix | [ 64 ]        |
| 2022 | Jung's Ranch       | Kang Jung-hoon        |                                         | [ 51 ]        |
| ASA  | Starlight Falls    | Choi Kyung-soo        |                                         | [ 65 ]        |

### Séries de televisão
| Ano  | Título               | Papel        | Rede | Notas           | Ref.   |
| ---- | -------------------- | ------------ | ---- | --------------- | ------ |
| 2019 | At Eighteen          | Choi Jun-woo | JTBC | Papel principal | [ 28 ] |
| 2020 | More Than Friends    | Lee Soo      | JTBC | Papel principal | [ 49 ] |
| 2023 | Strong Girl Nam-soon | Kang Hee-sik | JTBC | Papel principal | [ 66 ] |

### Webséries
| Ano  | Título                          | Papel      | Rede    | Notas                           | Ref.   |
| ---- | ------------------------------- | ---------- | ------- | ------------------------------- | ------ |
| 2017 | Idol Fever                      | Ele mesmo  | NaverTV | Participação especial (Ep. 1–2) | [ 10 ] |
| 2021 | Would You Like a Cup of Coffee? | Kang Go-bi | KakaoTV |                                 | [ 52 ] |

### Programa de variedades
| Ano  | Título                          | Função          | Rede | Notas                           | Ref.   |
| ---- | ------------------------------- | --------------- | ---- | ------------------------------- | ------ |
| 2017 | Produce 101 (season 2)          | Concorrente     | Mnet |                                 | [ 1 ]  |
| 2017 | Master Key                      | Apresentador    | SBS  | com Kang Daniel                 | [ 17 ] |
| 2018 | Living Together in a Empty Room | Apresentador    | MBC  | com Kang Daniel e Kim Jae-hwan  | [ 22 ] |
| 2018 | Show! Music Core                | Co-apresentador | MBC  | com Kang Mi-na e Mark Lee       | [ 21 ] |
| 2018 | Law of the Jungle Sabah         | Apresentador    | SBS  | com Ha Sung-woon                | [ 23 ] |
| 2020 | Traveler (season 2)             | Apresentador    | JTBC | com Ahn Jae-hong e Kang Ha-neul | [ 37 ] |

## Prêmios e indicações
| Cerimônia                    | Ano  | Categoria                                    | Indicado(s) / Trabalho | Resultado | Ref.          |
| ---------------------------- | ---- | -------------------------------------------- | ---------------------- | --------- | ------------- |
| Asia Artist Awards           | 2019 | Prêmio de Ator Novato                        | At Eighteen            | Venceu    | [ 67 ]        |
| Korea Drama Awards           | 2019 | Melhor Ator Revelação                        | At Eighteen            | Venceu    | [ 31 ] [ 68 ] |
| Korea Drama Awards           | 2019 | Prêmio Estrela Hallyu                        | At Eighteen            | Venceu    | [ 31 ] [ 68 ] |
| StarHub Night of Stars       | 2019 | Ator Mais Promissor                          | At Eighteen            | Venceu    | [ 69 ]        |
| Dong-A.com's Pick            | 2019 | Want To See Your Next Project Award          | Ong Seong-wu           | Venceu    | [ 70 ]        |
| Baeksang Arts Awards         | 2020 | Melhor Ator Revelação – Televisão            | At Eighteen            | Indicado  | [ 32 ]        |
| Baeksang Arts Awards         | 2020 | Prêmio de Popularidade do TikTok – Masculino | At Eighteen            | Indicado  | [ 71 ]        |
| Asia Model Awards            | 2020 | Prêmio de Estrela Popular                    | Ong Seong-wu           | Venceu    | [ 72 ] [ 73 ] |
| Soribada Best K-Music Awards | 2020 | Prêmio Bonsang                               | Ong Seong-wu           | Indicado  | [ 74 ]        |
| Seoul Music Awards           | 2021 | Prêmio Fan PD Artista                        | Ong Seong-wu           | Indicado  | [ 75 ]        |
| Blue Dragon Film Awards      | 2022 | Melhor Ator Revelação                        | Life Is Beautiful      | Indicado  | [ 76 ]        |
| Grand Bell Awards            | 2022 | Melhor Ator Revelação                        | Life Is Beautiful      | Indicado  | [ 77 ]        |
| Grand Bell Awards            | 2022 | Prêmio Nova Onda                             | Life Is Beautiful      | Venceu    | [ 78 ]        |
| Baeksang Arts Awards         | 2023 | Melhor Ator Revelação – Filme                | Life Is Beautiful      | Indicado  | [ 79 ]        |